# Elymnias balina
Elymnias balina är en fjärilsart som beskrevs av Martin 1909. Elymnias balina ingår i släktet Elymnias och familjen praktfjärilar. Inga underarter finns listade i Catalogue of Life.